# River Darent
River Darent är ett vattendrag i Storbritannien.   Det ligger i riksdelen England, i den sydöstra delen av landet, 24 km öster om huvudstaden London.